# Königshain (Königshain-Wiederau)
Königshain ist ein Ortsteil der Gemeinde Königshain-Wiederau im sächsischen Landkreis Mittelsachsen. Er schloss sich am 1. Januar 1994 mit Wiederau und Topfseifersdorf zur Gemeinde Königshain-Wiederau zusammen.

## Geografie

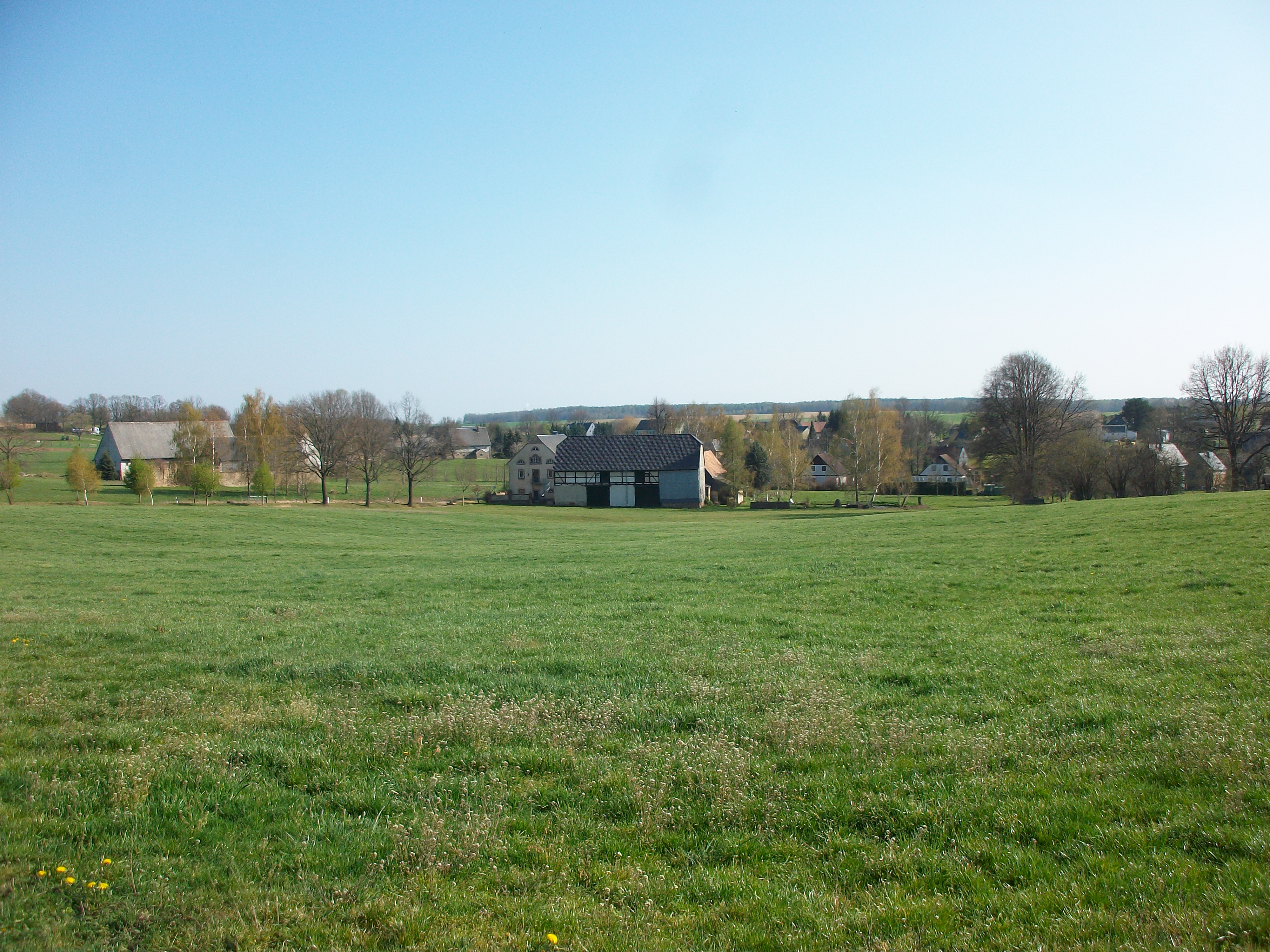
Königshain, unterer Ortsteil

### Geografische Lage und Verkehr
Königshain ist der östlichste Ortsteil der Gemeinde Königshain-Wiederau. Der durch den sechs Kilometer langen Ort fließende Königshainer Bach entwässert über den Wiederbach in die Chemnitz. Südlich des Orts befindet sich der Königshainer Wald, durch welchen die Via Porphyria führt. Durch Königshain verläuft die Staatsstraße 247, welche im westlichen Nachbarort Wiederau auf die Bundesstraße 107 trifft.

### Nachbarorte
| Topfseifersdorf | Thalheim (Oberthalheim)                     | Frankenau    |
| Wiederau        | Kompassrose, die auf Nachbargemeinden zeigt | Altmittweida |
| Diethensdorf    | Claußnitz                                   | Röllingshain |

## Geschichte

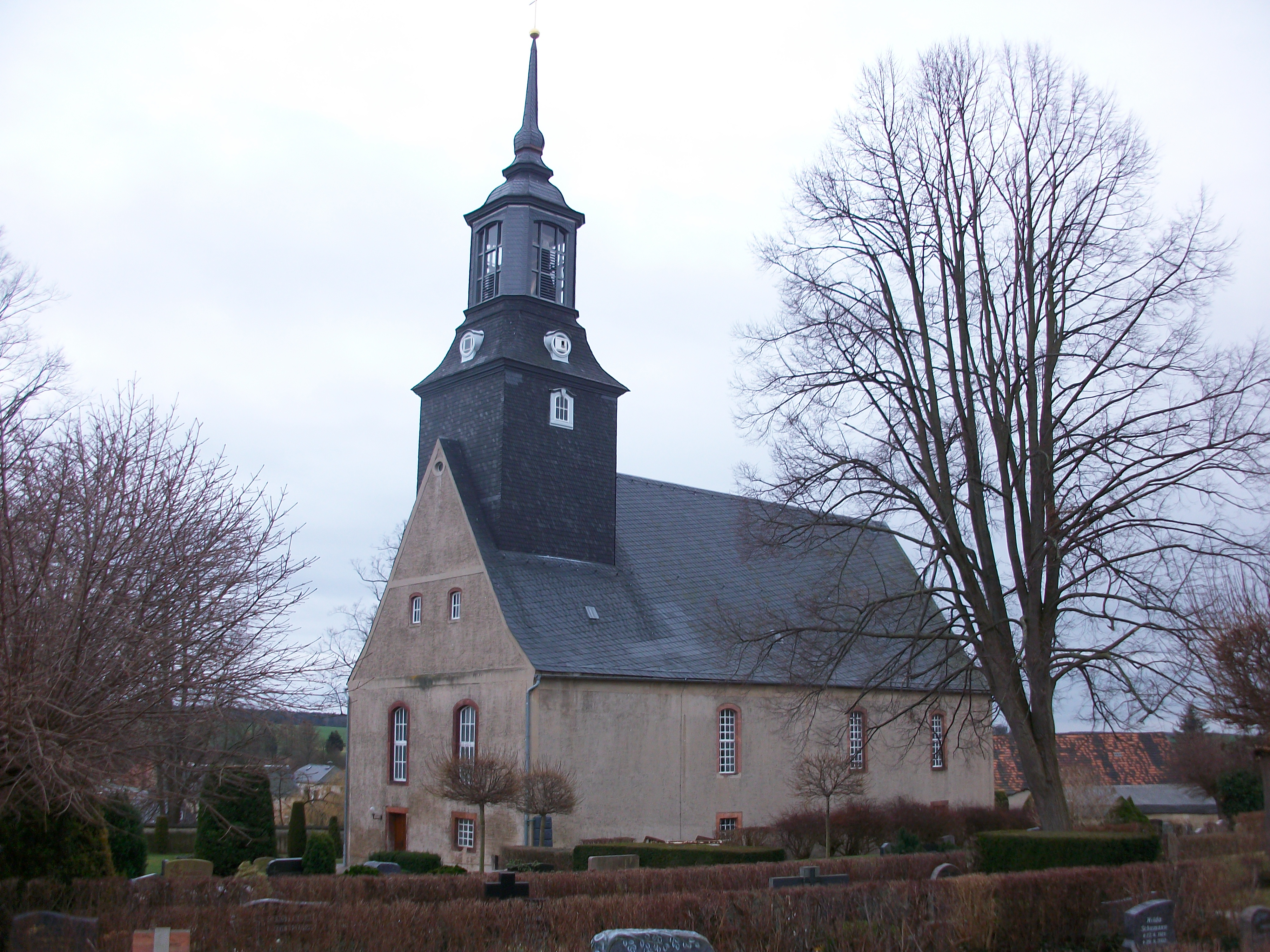
Kirche Königshain

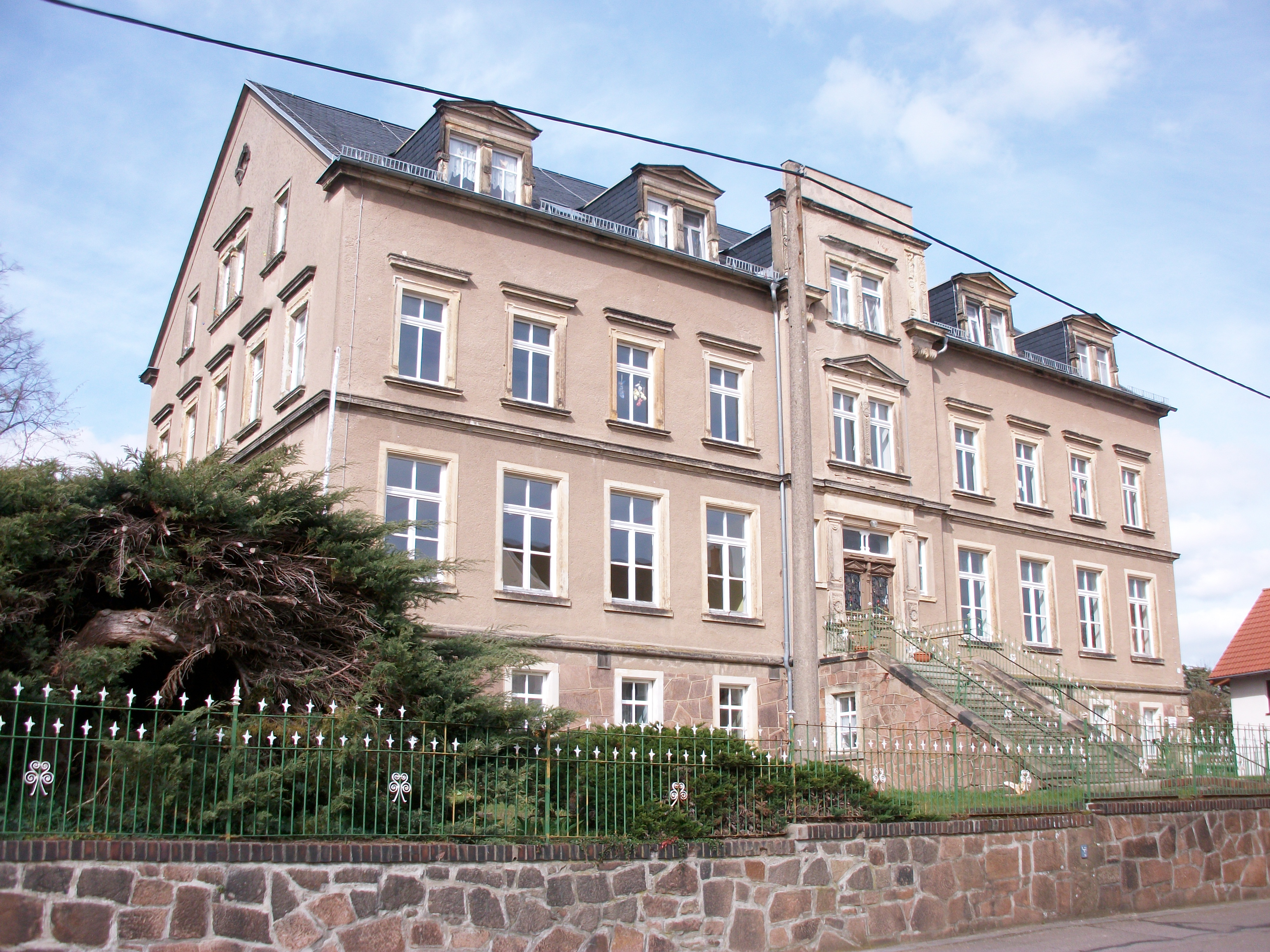
Ehemalige Schule Königshain

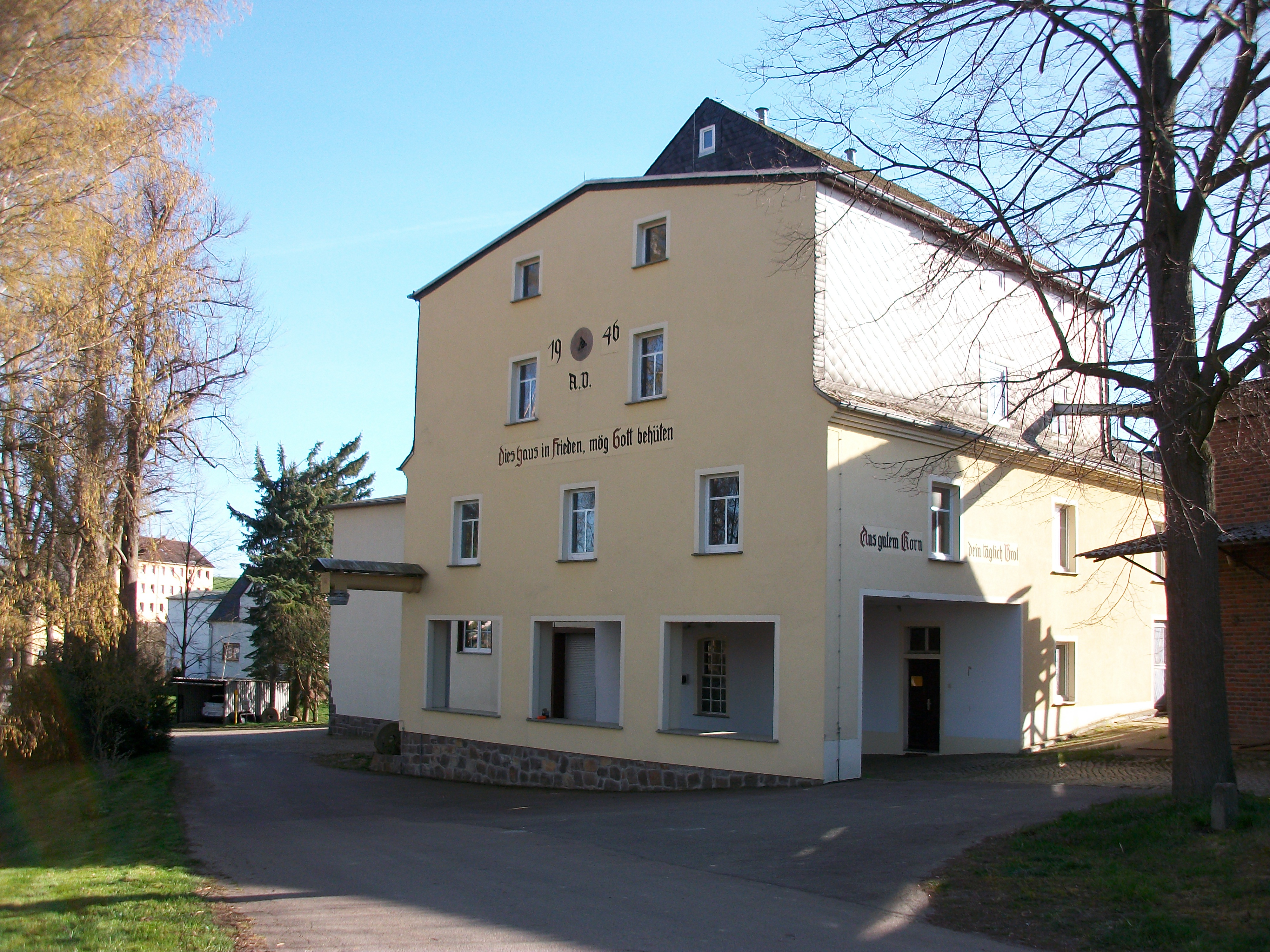
Mühle Königshain

Das Waldhufendorf Königshain wurde zwischen 1100 und 1250 von thüringischen Bauern besiedelt. Die um 1180 geläufige Bezeichnung Kungeszewig deutet auf den ehemaligen königlichen Bannwald hin, der noch 1174 im Besitz der Wettiner war. Allerdings wurde der Ort erstmals urkundlich erst im Jahr 1448 als „Konigßhayn“ erwähnt. Die heutige Kirche von Königshain wurde in den Jahren 1764 bis 1766, anstelle eines Vorgängerbaus, im Stil des evangelischen Barock erbaut. Königshain gehörte ursprünglich zum Besitz des Klosters Zschillen. Dieses kam im Jahr 1543 mit dem gesamten Besitz an Herzog Moritz von Sachsen, der es umgehend säkularisierte und an die Herren von Schönburg gegen die Orte Hohnstein, Wehlen und Lohmen in der heutigen Sächsischen Schweiz vertauschte. Daher kam für den Ort und die Klosteranlage der Name Wechselburg auf. Seitdem wurde Königshain als Amtsdorf der schönburgischen Herrschaft Wechselburg geführt, welche den Herren von Schönburg unter wettinischer Oberhoheit gehörte.
Im Rahmen der administrativen Neugliederung des Königreichs Sachsen wurde Königshain als Teil der schönburgischen Lehnsherrschaft Wechselburg im Jahr 1835 der Verwaltung des königlich-sächsischen Amts Rochlitz unterstellt. Im Jahr 1856 kam Königshain zum Gerichtsamt Mittweida und 1875 an die neu gegründete Amtshauptmannschaft Rochlitz. Die im Jahr 1856 erbaute Mühle in der Claußnitzer Straße stellt eine Besonderheit dar, da sie ursprünglich als Elektrizitätswerk den gesamten Ort mit Strom versorgte. Seit 1932 befindet sie sich in Privatbesitz und produziert Mehl. Das einstige Schulgebäude des Orts wurde im Jahr 1890 erbaut. Durch die zweite Kreisreform in der DDR im Jahr 1952 wurde die Gemeinde Königshain dem Kreis Rochlitz im Bezirk Chemnitz (1953 in Bezirk Karl-Marx-Stadt umbenannt) angegliedert, der 1990 zum sächsischen Landkreis Rochlitz kam und 1994 im Landkreis Mittweida bzw. 2008 im Landkreis Mittelsachsen aufging.
Am 1. Januar 1994 schloss sich Königshain mit Wiederau und Topfseifersdorf zur Gemeinde Königshain-Wiederau zusammen.

## Kulturdenkmale und Sehenswürdigkeiten
- Kirche Königshain

## Persönlichkeiten
- Johann Gottfried Seydel (1789–1854), Gutsbesitzer in Königshain und Politiker, MdL (Königreich Sachsen)
- Karl Ernst Seydel (1825–1896), Gutsbesitzer in Königshain und Politiker, MdL (Königreich Sachsen)
- Kurt Starke (* 1938), geboren in Königshain, Sexualwissenschaftler